# 岩國站
岩國站（日语：〔〕／ Iwakuni eki */?），是一個位於山口縣岩國市麻里布町一丁目、屬於西日本旅客鐵道（JR西日本）與日本貨物鐵道（JR貨物）的鐵路車站。

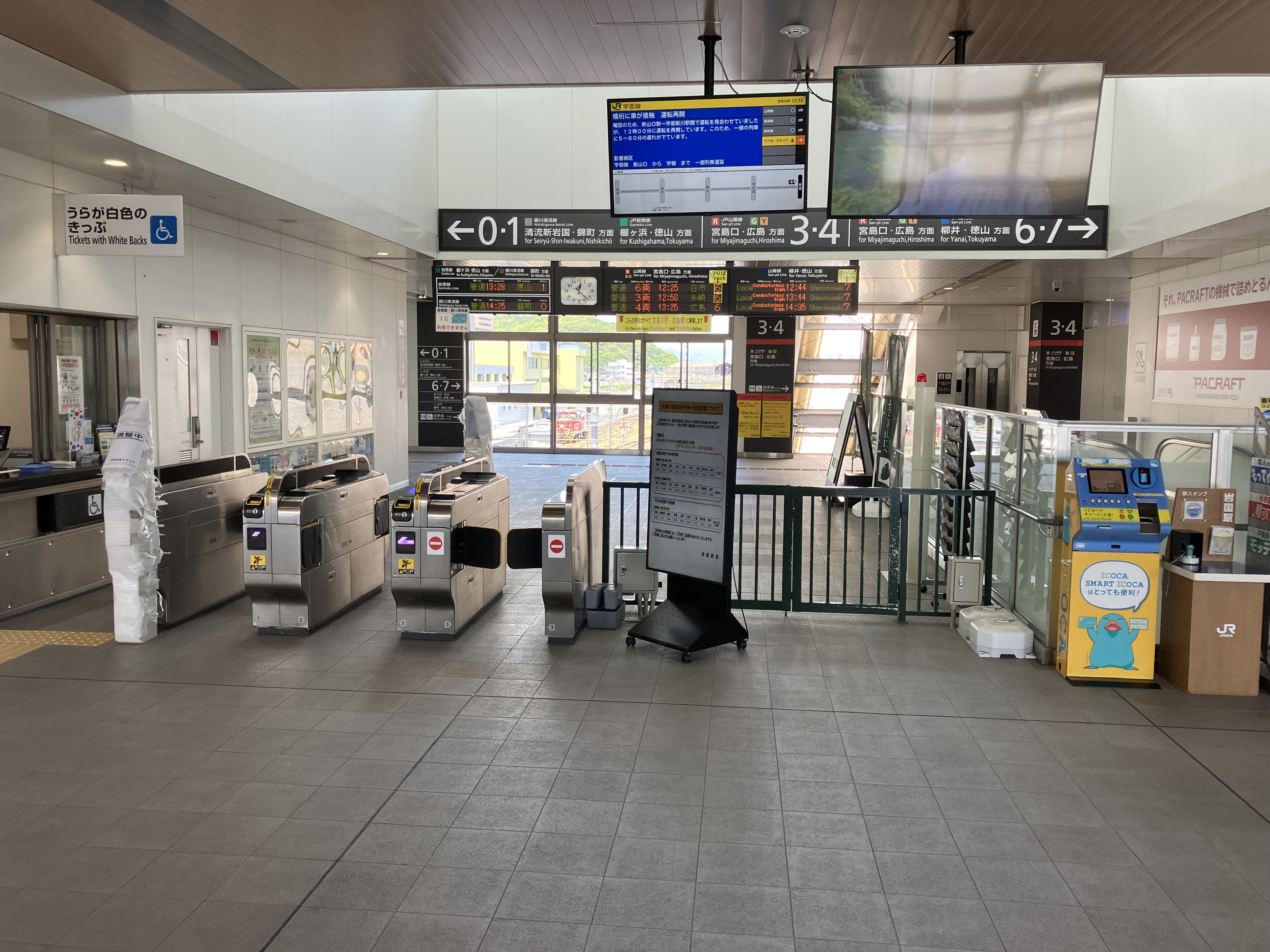
檢票口（2024年6月）

## 概要
本站屬於山陽本線，同時也是岩德線的起點車站，因此兩條路線的列車都會在此停靠。由於也是廣島城市網絡在山陽本線最西端的車站，多數行駛於山陽本線廣島地區的列車設定在此站出發或作為終點站。此外，錦川鐵道錦川清流線的列車也會經由岩德線，以此站作為起點站。
本站也可使用西日本旅客鐵道發行的ICOCA（可互相使用IC卡參見ICOCA一項），但岩德線與相鄰車站南岩國站以西的車站就不能再使用。
雖然名為「岩國」站，但岩國市的舊市區「岩國市岩國」實際上位於西岩國站至錦帶橋之間的地區，此站距離原本的「岩國」地區其實有相當距離。

## 車站結構
3面6線的地面車站。1號月台為面向西口的側式月台，0號月台位於1號月台的下關側的切欠式月台。3、4號月台和6、7號月台各自為島式月台。而1號月台為岩德線本線、4號月台為山陽線上行本線、7號月台為山陽線下行本線。
德山地域鐵道部管理的直營站，東口的車站業務簡易委託錦川鐵道。另外同時管理山陽本線的和木站與南岩國站－神代站之間各站，以及岩德線西岩國站－米川站之間各站。

### 月台配置
- 現時由於車站正進行改善工程，3、4、6、7號月台的停車位置移動到柳井、德山方向。

| 月台 | 路線        | 方向 | 目的地               | 備註              |
| ---- | ----------- | ---- | -------------------- | ----------------- |
| 0    | ■錦川清流線 | -    | 清流新岩國、錦町方向 |                   |
| 1    | ■岩德線     | -    | 玖珂、周防高森方向   |                   |
| 3、4 | 山陽本線    | 上行 | 宮島口、廣島方向     | 一部分停靠6號月台 |
| 6、7 | 山陽本線    | 下行 | 柳井、德山方向       |                   |

## 相鄰車站
西日本旅客鐵道
 山陽本線
■快速「通勤Liner」（只限平日早上上行運行，快速運行由此站起）
大竹 ← 岩國 ← 南岩國
■快速「City Liner」（只限六、日、假期運行，此站到發）
和木 ← 岩國
■普通（包括在吳線內的快速列車）
和木－岩國－南岩國
■岩德線（包括錦川鐵道錦川清流線的列車）
岩國－西岩國

## 外部連結
- JR西日本（岩國站） （页面存档备份，存于）（日語）